# Marc Melitz
Marc J. Melitz (* 1968) ist ein amerikanischer Ökonom und Professor für Wirtschaftswissenschaften an der Princeton University und seit Mitte 2009 an der Harvard University.

## Leben
Melitz besitzt einen Doktorgrad (2000) und MA (1997) in Wirtschaftswissenschaften von der University of Michigan, ein MSBA in Operations Research von der University of Maryland (1992) und einen BA in Mathematik vom Haverford College (1989).

## Forschung
Zusätzlich zu seiner Position in Princeton, ist Melitz seit 2000 auch ein Research Fellow des Centre for Economic Policy Research und ein Research Associate des National Bureau of Economic Research. Vor seinem Antritt in Princeton, war er ein Assistant Professor an der Harvard-Universität von 2000 bis 2006. Außerdem ist er seit der 9. Auflage Mitautor des Standardwerks International Economics zusammen mit Paul Krugman und Maurice Obstfeld.
Melitz ist vor allem für seine Econometrica-Veröffentlichung The Impact of Trade on Intra-Industry Reallocations and Aggregate Industry Productivity bekannt. In diesem Papier untersucht er den Zusammenhang zwischen der Produktivität und den Exportaktivitäten von Unternehmen (Firmenheterogenität). Das Melitz-Modell ist ein wichtiger Beitrag zur neueren Außenhandelstheorie und stellt eine Erweiterung des Modells von Krugman (1979/1980) um eben die Firmenheterogenität aber auch Markteintrittkosten dar.
Seit 2016 zählt ihn Thomson Reuters aufgrund der Zahl seiner Zitierungen zu den Favoriten auf einen Nobelpreis (Thomson Reuters Citation Laureates). 2017 wurde Melitz in die American Academy of Arts and Sciences gewählt.

## Werke
- Mit Paul R. Krugman: Internationale Wirtschaft. München: Pearson, Higher Education, 2012, 9., Aufl.
- Internationale Wirtschaft. Obstfeld, Maurice. - München: Pearson Deutschland, 2011, 9., Auflage